# Haus des Augustus
Als Haus des Augustus (lateinisch Domus Augusti, italienisch casa di Augusto) bezeichnet die Forschung einen Gebäudekomplex auf dem Palatin in Rom, der dem ersten römischen Kaiser Augustus als palastartiges Wohnhaus diente.

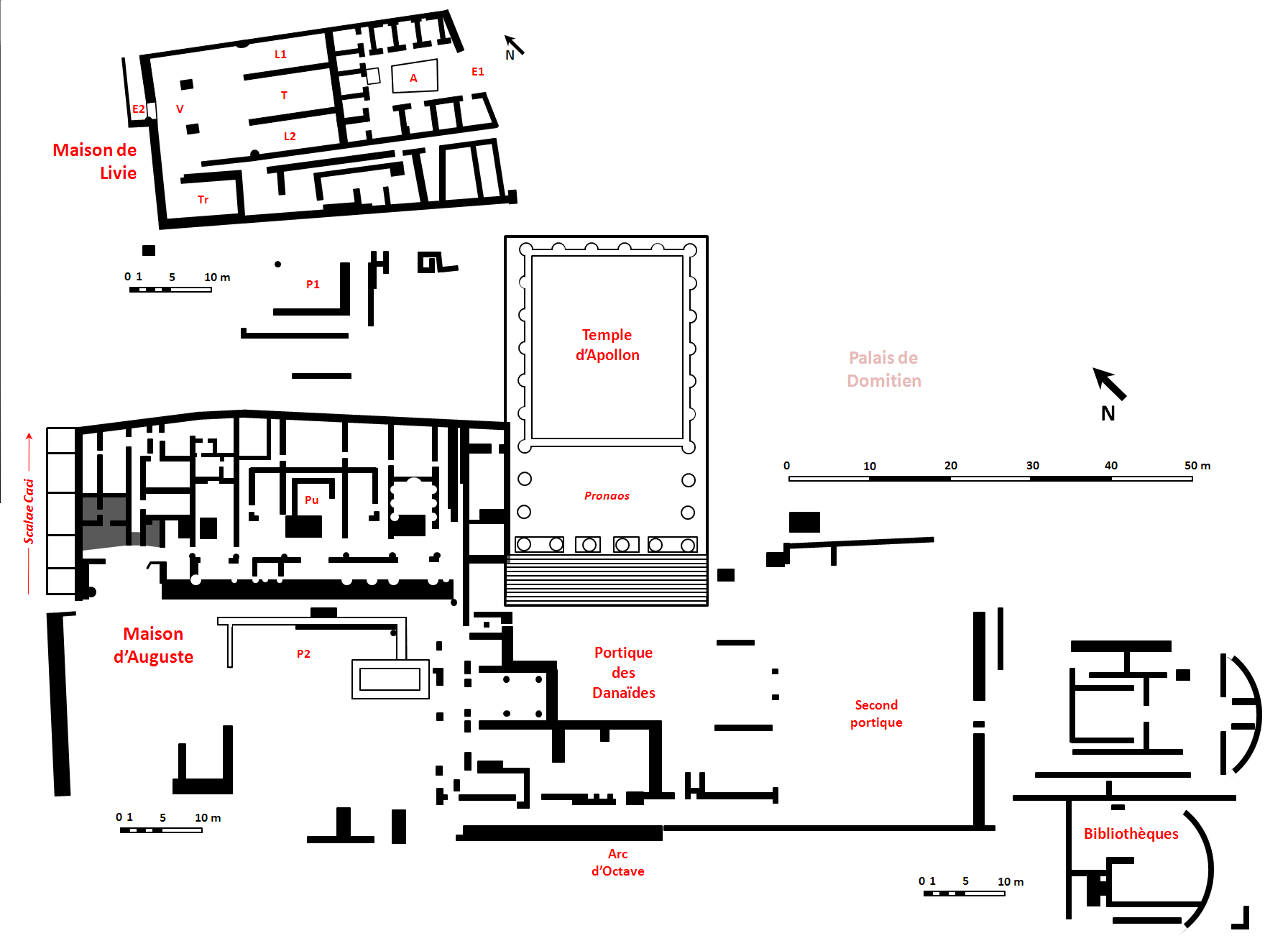
Plan

## Baugeschichte

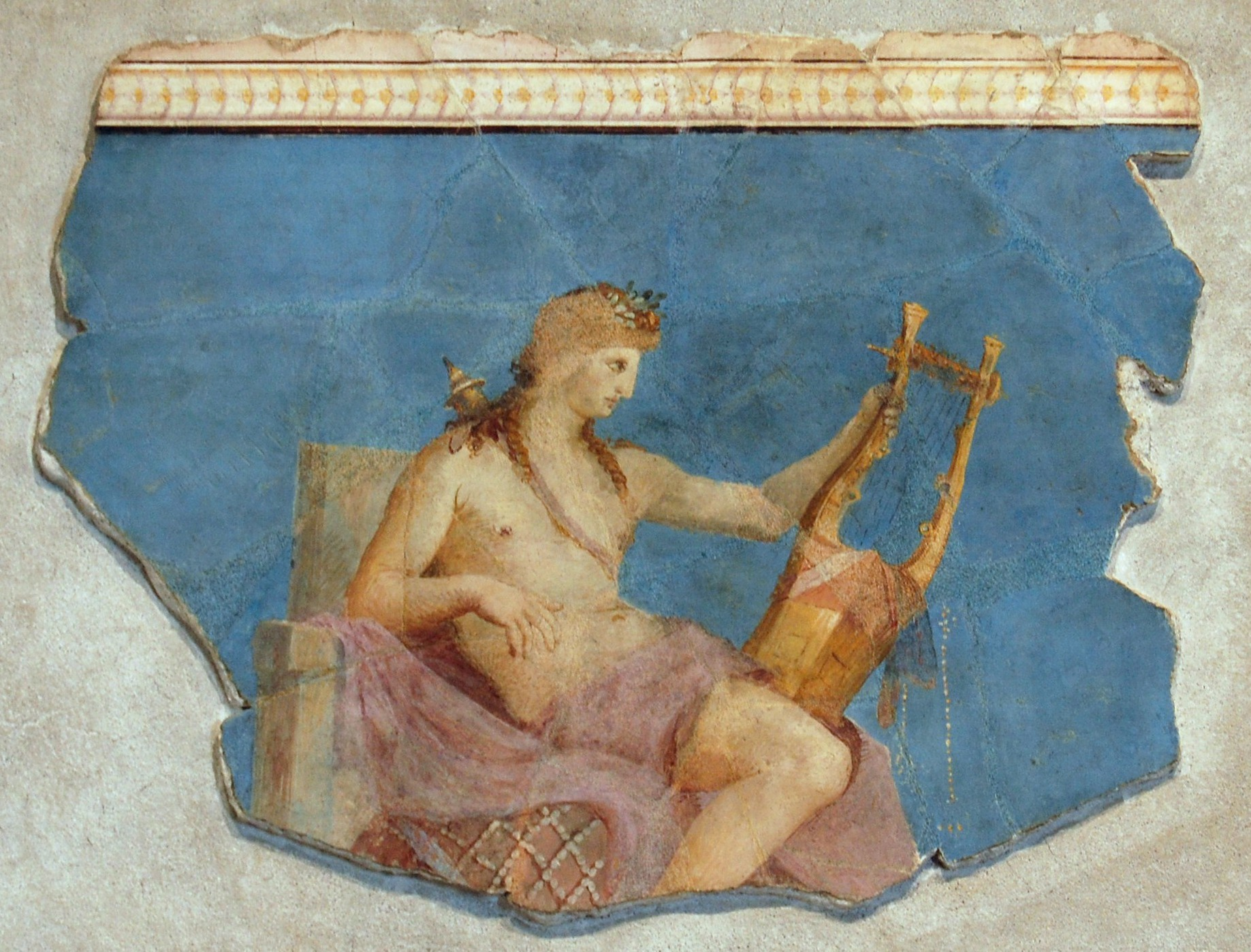
Apollo, Detail einer Wandverzierung

Das Grundstück erwarb der spätere Augustus zur Zeit des zweiten Triumvirats nach seinem Seesieg bei Naulochos über Sextus Pompeius im Jahre 36 v. Chr. Es befindet sich am Südwestabhang des Palatinhügels nahe dem Standort der vermeintlichen Hütte des mythischen Gründers der Stadt, Romulus.
Nach seiner Wahl zum Pontifex Maximus im Jahre 12 v. Chr. machte Augustus einen Teil seines Hauses zum öffentlichen Gebäude, damit er zur Ausübung dieses Amtes sein Haus nicht verlassen musste, wie es für dieses Amt eigentlich vorgesehen war. Auch ein Heiligtum der Vesta richtete Augustus in seinem Haus ein, weil aus kultischen Gründen der Amtssitz des Pontifex Maximus nahe einem Vestaheiligtum liegen musste.
Das mehrstöckige Haus soll verglichen mit den Bauten anderer Nobiles jener Zeit eine eher bescheidene Ausstattung aufgewiesen haben. Stattdessen versah Augustus während seines Prinzipats seine Residenz mit zahlreichen symbolträchtigen Attributen, die sie von den Wohnstätten seiner senatorischen Standesgenossen abhob. Seit 27 v. Chr. ließ der Senat am Eingang des Hauses regelmäßig zwei Lorbeerzweige als Zeichen der imperatorischen Gewalt des Augustus anbringen. Über der Tür wurde ebenfalls auf Antrag des Senats ein Eichenkranz (die Corona civica) angebracht, der ihn als „Retter der Bürger“ auszeichnete. In den privaten Flügeln sind bisher drei Peristyle archäologisch nachgewiesen. Man betrat die Residenz entweder über die Tempelterrasse des Apollo, dazu musste man vom Circus Maximus den Palatin hinaufsteigen, oder über einen kleineren Eingang auf dem Palatin selbst. Sueton schreibt über das Haus:

„Er [Augustus] wohnte anfangs am Forum Romanum, in einem Haus oberhalb der Treppe der Ringschmiede, das früher dem Rhetor Calvus gehört hatte, später auf dem Palatin, doch in der nicht weniger bescheidenen Unterkunft des Hortensius, die weder durch Geräumigkeit noch prunkvolle Ausstattung auffiel und nur niedrige Kolonnaden mit Säulen aus Tuffstein der Albanerberge hatte und Säle ohne Marmorstuck und Mosaikböden. Mehr als vierzig Jahre lang benutzte er im Sommer wie im Winter ein und dasselbe Schlafzimmer.“

Diese Beschreibung konnte archäologisch nur teilweise bestätigt werden. Nur der nördliche Mittelteil des Hauses zeichnete sich durch Zurückhaltung aus und ist wohl mit dem Haus des Hortensius identisch. Obwohl der Großteil des Augustushauses vollständig zerstört ist, lässt sich dennoch sagen, dass das vergleichsweise große Haus aus einer Vielzahl prächtiger Räume bestand, die großzügig mit Marmor und Stuckdecken ausgestattet waren.
In der unmittelbaren Umgebung des Hauses ließ Augustus imposante Bauten errichten, darunter den Tempel des Apollo, der im Jahre 28 v. Chr. geweiht wurde, dazu eine Porticus, diverse Versammlungssäle und einen weiten Tempelvorplatz. Die große von Augustus gestiftete Bibliothek, Palatina genannt, beherbergte die größte Büchersammlung Roms. Inhaltlich stellte sie ein Duplikat der Bibliothek von Alexandria dar, zu deren Umfang die augusteische Bibliothek angeblich ebenbürtig war. All diese Bauten galten als Erweiterungen des Hauses und waren vom eigentlichen Wohnhaus nicht zu trennen.
Nach dem Tod des Augustus wurde sein Haus nicht mehr bewohnt, sondern in dessen Zentrum ein Heiligtum zum Gedenken an den Staatsgott Augustus (Sacrarium Divi Augusti) eingerichtet. Gleichzeitig stiftete Livia die Ludi Palatini, Spiele zu Ehren ihres Gemahls, die nachweislich auf dem Palatin stattfanden, vermutlich auf dem Gelände des Augustushauses. Das Haus des Augustus wurde durch die unmittelbaren Nachfolger aus der Julisch-Claudischen Dynastie um die Domus Tiberiana erweitert, einen Palastkomplex, dessen Grundstücke bereits Augustus gehört hatten und die ursprünglich für Mitglieder des Kaiserhauses reserviert waren. Unter Nero kam es zum Großen Brand Roms, in dessen Folge nicht nur Neros neue palatinische Residenz (Domus Transitoria) zerstört wurde, sondern auch das Haus des Augustus mit großer Wahrscheinlichkeit schwere Schäden erlitt. Das Haus wurde wohl nicht wieder in Stand gesetzt, sondern es wurden die oberen Etagen abgetragen und die unteren (heute sichtbaren) aufgefüllt. Das Areal wurde umgestaltet und über seiner Mitte (dem Sacrarium Divi Augusti) der Caesarentempel (templum Divorum bzw. aedes Caesarum) zur Verehrung des vergöttlichten Ehepaares Augustus und Livia errichtet. Unter Domitian wurde das östliche Areal der Apollo-Terrasse neu gestaltet und schließlich von dessen Kaiserpalast (Domus Augustana) teilweise umbaut.
Durch den Bau des jetzt nicht mehr vorhandenen Caesarentempels sind heute noch einige Bestandteile aus dem Innenraum des Hauses von Augustus erhalten. Dies ist wahrscheinlich dem Umstand geschuldet, dass besagter Teil den privaten Wohnbereich des Augustus bildete und sich daher das ursprüngliche Sacrarium dort befand. Besonders die Wandmalereien sind teilweise sehr gut erhalten. Die Malereien im Erdgeschoss haben Kybele, die phrygische Muttergöttin, zum Thema, andere Räume erinnern an hellenistische Theaterkulissen. Sie werden dem 2. Stil, dem Architekturstil, der Römischen Wandmalerei, zugeordnet. Weitere Malereien im Maskenzimmer stellen mit Masken nochmals einen Zusammenhang zum Theater her; Augustus förderte den Pantomimus mit dem Hauptdarsteller Pylades. Das obere Stockwerk widmet sich mit seinen Malereien Apollo.

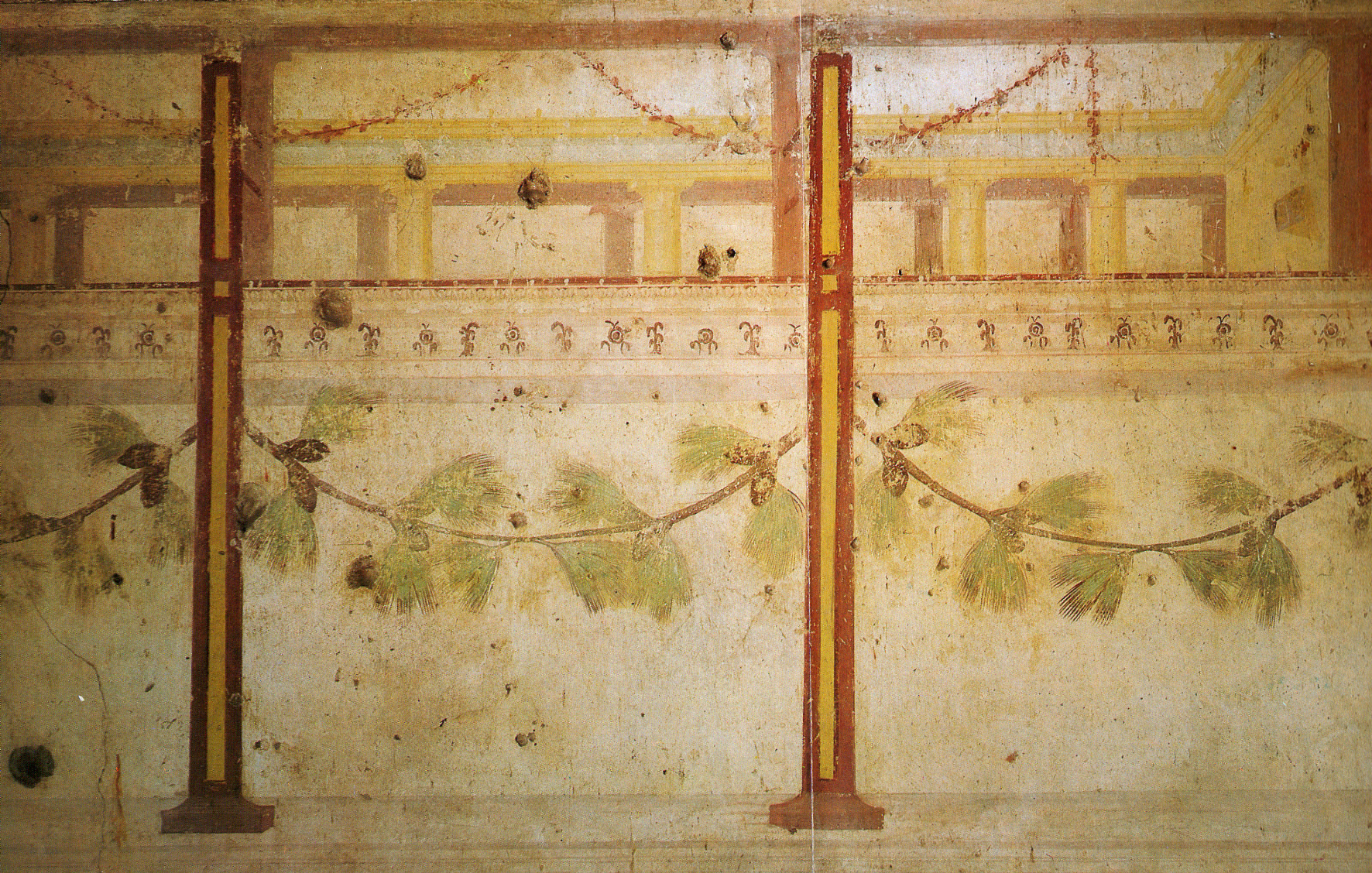
Wandmalerei mit Girlanden im sogenannten Pinienzimmer
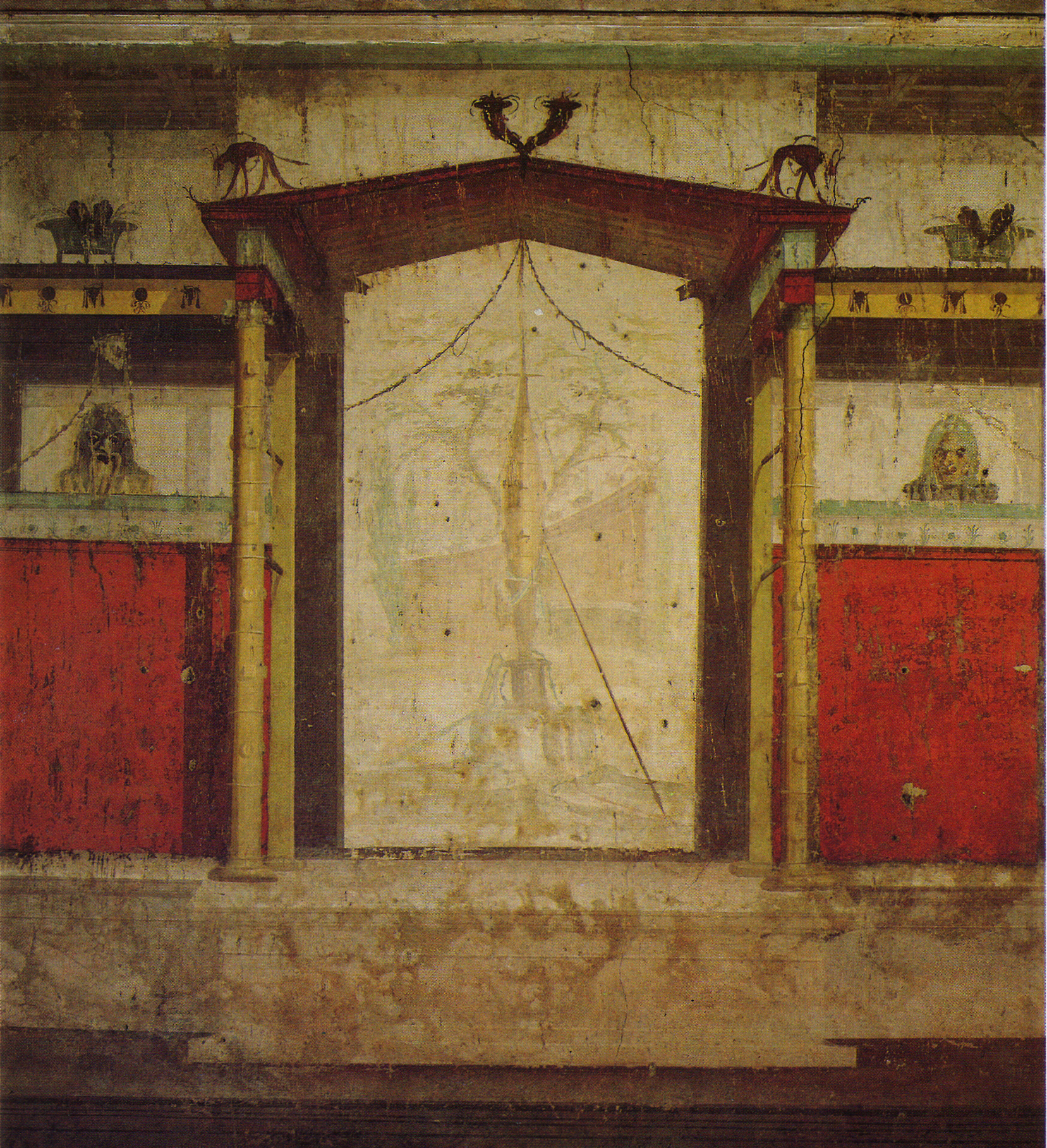
Kulissenartige Wandmalerei im sogenannten Raum der Masken
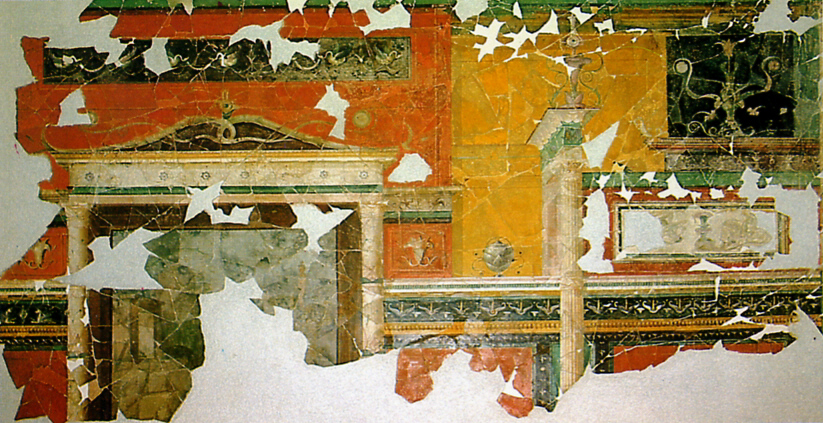
Wandmalerei im Oberen Cubiculum, das man als Studio des Augustus betrachtet
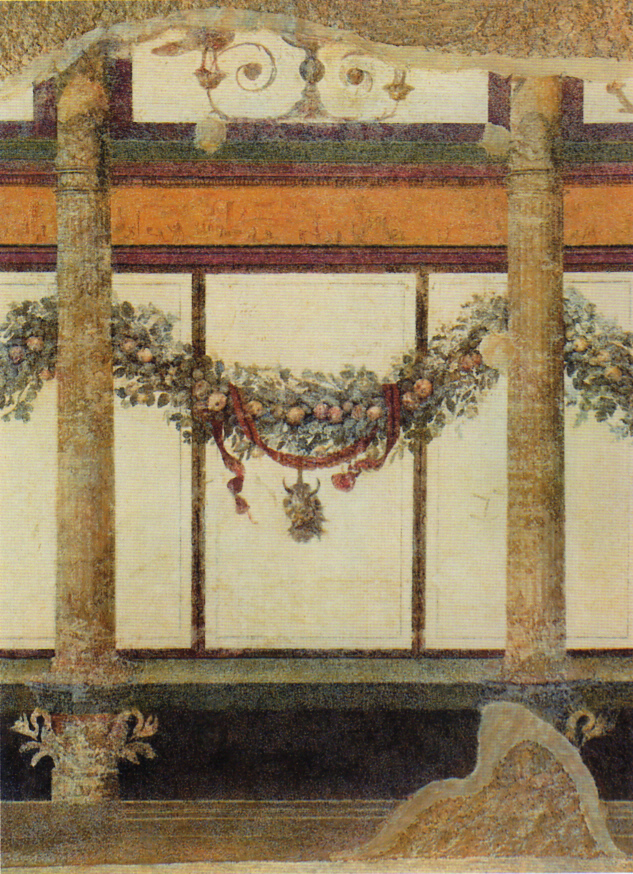
Wandmalerei im sogenannten Haus der Livia